# Justyna Steczkowska

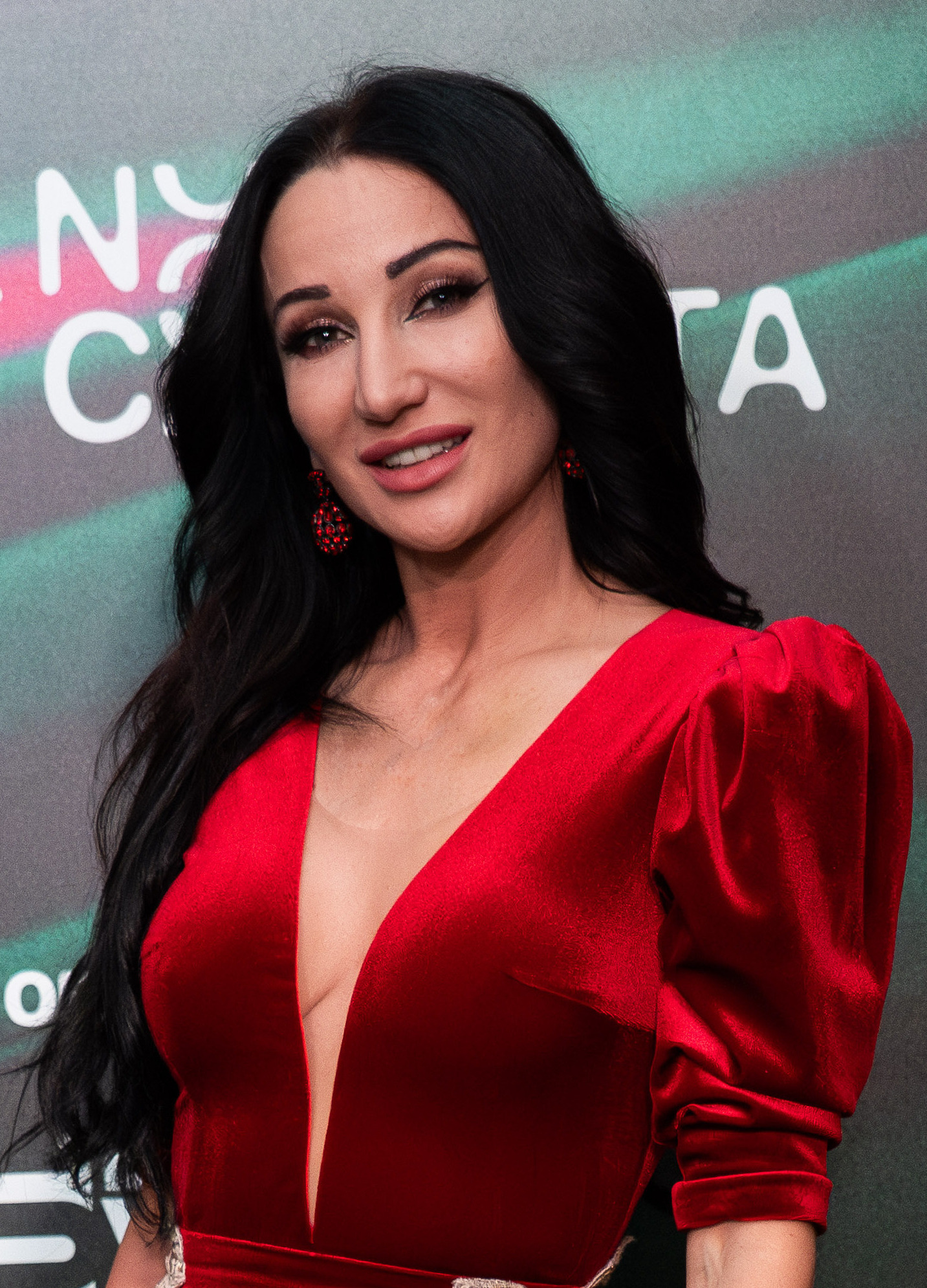
Justyna Steczkowska (2025)

Justyna Steczkowska [juˈstɨna stɛt͡ʃˈkɔfska] (* 2. August 1972 in Rzeszów) ist eine polnische Popmusikerin, die 1995 und, 30 Jahre später, 2025 für Polen am Eurovision Song Contest teilnahm. Damit ist sie die Musikerin mit der längsten Pause zwischen zwei Auftritten in der Geschichte des Eurovision Song Contests.

## Leben und Wirken
Steczkowska stammt aus einer musikalischen Familie und hat acht Geschwister. Ihre Mutter gehört der tatarischen Minderheit an und war Musiklehrerin, ihr Vater gehört der goralischen Minderheit an und war Dirigent.
Nach ihrem Abitur studierte Steczkowska ab 1991 zwei Semester lang an der Musikakademie Danzig und trat unter anderem für Leszek Możdżer als Vokalistin auf.
1994 debütierte Steczkowska als Siegerin der Castingshow Szansa na Sukces (zu deutsch „Die Chance auf Erfolg“) im polnischen Fernsehsender TVP2. Im selben Jahr siegte sie beim Landesfestival des Polnischen Liedes in Oppeln mit dem Titel Buenos Aires der Gruppe Maanam. Ein Jahr später sang Steczkowska relativ erfolglos für Polen beim Eurovision Song Contest 1995 in Dublin und belegte mit dem Titel Sama (zu deutsch „Allein“) und 15 Punkten den 18. Platz.
Mehrfach wurde sie mit dem bedeutendsten polnischen Musikpreis Fryderyk ausgezeichnet. Zuletzt verfasste sie auch Filmmusiken.
Ihr wichtigstes Musikalbum war gleich ihr Debütalbum Dziewczyna szamana (zu deutsch „Das Mädchen des Schamanen“) von 1996, produziert von Grzegorz Ciechowski. Aber auch in den Jahren danach bis zum Musikalbum Femme fatale von 2004 behauptete sie ihren Ruf als wandelbare, geheimnisvolle, leicht jazzig angehauchte Interpretin, die die deutsche taz an eine Mischung aus der frühen Kate Bush, Björk und Alice erinnerte.
Bei der polnische Vorentscheidung zum Eurovision Song Contest 2025 in Basel setzte sich Steczkowska unter anderem gegen Janusz Radek durch. Im ersten Halbfinale des Wettbewerbs konnte sie sich für das Finale qualifizieren, wo sie mit 156 Punkten den 14. Platz erreichte.

## Diskografie

### Alben
| Jahr | Titel                                     | Höchstplatzierung, Gesamtwochen, AuszeichnungChartsChartplatzierungen (Jahr, Titel, Platzierungen, Wochen, Auszeichnungen, Anmerkungen) | Anmerkungen                             |
| Jahr | Titel                                     | PL | Anmerkungen                             |
| ---- | ----------------------------------------- | --- | --------------------------------------- |
| 2002 | Alkimja                                   | PL11 Gold · (20 Wo.)PL |                                         |
| 2004 | Femme fatale                              | PL34 (1 Wo.)PL |                                         |
| 2007 | Daj mi chwilę                             | PL3 Gold · (22 Wo.)PL | Erstveröffentlichung: 4. Juni 2007      |
| 2008 | Puchowe kołysanki                         | PL10 (8 Wo.)PL | Erstveröffentlichung: 16. Mai 2008      |
| 2009 | To mój czas                               | PL11 (6 Wo.)PL | Erstveröffentlichung: 20. März 2009     |
| 2012 | XV                                        | PL20 (4 Wo.)PL | Erstveröffentlichung: 2. April 2012     |
| 2013 | Puchowe kołysanki 2                       | PL17 (5 Wo.)PL | Erstveröffentlichung: 20. Mai 2013      |
| 2014 | Anima                                     | PL24 (2 Wo.)PL | Erstveröffentlichung: 25. November 2014 |
| 2015 | I na co mi to było?                       | PL11 (2 Wo.)PL | Erstveröffentlichung: 23. Oktober 2015  |
| 2019 | Maria Magdalena. All is One               | PL31 (1 Wo.)PL | Erstveröffentlichung: 22. Februar 2019  |
| 2021 | Dziewczyna Szamana (Wydanie jubileuszowe) | PL28 (1 Wo.)PL |                                         |
| 2022 | Szamanka                                  | PL23 (1 Wo.)PL | Erstveröffentlichung: 25. Februar 2022  |
| 2024 | Witch Tarohoro                            | PL32 (1 Wo.)PL | Erstveröffentlichung: 29. November 2024 |

Weitere Alben
- 1996: Dziewczyna Szamana (PL: Platin)
- 1997: Naga (PL: Gold)
- 2000: Dzień i noc
- 2001: Mów do mnie jeszcze (mit Pawel Deląg)
- 2003: Moja intymność (Best of 1995–2000)
- 2013: Love

### Singles
| Jahr | Titel Album         | Höchstplatzierung, Gesamtwochen, AuszeichnungChartsChartplatzierungen (Jahr, Titel, Album, Platzierungen, Wochen, Auszeichnungen, Anmerkungen) | Anmerkungen                             |
| Jahr | Titel Album         | PL | Anmerkungen                             |
| ---- | ------------------- | --- | --------------------------------------- |
| 2024 | Gaja Witch Tarohoro | PL13 Gold · (3 Wo.)PL | Erstveröffentlichung: 28. November 2024 |

Weitere Singles
- 2023: Witch Tarohoro (PL: Gold)